# Państwowe Seminarium Nauczycielskie w Działdowie
Państwowe Seminarium Nauczycielskie w Działdowie – placówka oświatowa, działająca w okresie II Rzeczypospolitej w latach 1921–1936 na terenie miasta Działdowo. Była to pierwsza placówka na obszarze Mazur kształcąca kadry inteligenckie w kulturze polskiej.

## Historia
O utworzenie placówki właśnie w Działdowie, jedynej części Mazur, która przypadła Polsce bez plebiscytu, zabiegali przedstawiciele środowisk ewangelickich, w tym biskup Juliusz Bursche i Jerzy Karol Kurnatowski, prezes Zrzeszenia Ewangelików-Polaków. W 1921 na organizatora szkoły mianowano teologa Ewalda Lodwicha, który w tym samym roku otrzymał oficjalną nominację ze strony Kuratorium Oświaty w Toruniu. Ewald Lodwich kierował tą placówką do 1922, później obowiązki pełnił Robert Kożusznik, a następnie dyrektorem został Józef Biedrawa, który kierował ją do końca jej funkcjonowania.
Również w 1921 przeprowadzono pierwszy nabór uczniów – kurs zaczęło wówczas 17 osób. Kształcenie trwało pięć lat. W 1926 odbył się pierwszy egzamin dojrzałości. Do 1936 szkołę ukończyło 203 kursantów.
Seminarium odegrało istotną rolę w sferze społecznej i kulturalnej. W 1922 przy szkole powstały męska i żeńska drużyna harcerska, a w 1926 Koło Krajoznawcze Młodzieży Mazurskiej im. Emilii Sukertowej-Biedrawiny, które przejęło opiekę nad Muzeum Mazurskim w Działdowie.
W 1967 z inicjatywy absolwentów Państwowego Seminarium Nauczycielskiego w Działdowie powołano Towarzystwo Miłośników Ziemi Działdowskiej.